# در سرزمین ناشنوایان
در سرزمین ناشنوایان (انگلیسی: In the Land of the Deaf) فیلمی در ژانر مستند است که در سال ۱۹۹۲ منتشر شد.